# Найчо Цанов
Найчо Томов Цанов е български политик от Радикалдемократическата партия.

## Биография
Найчо Цанов е роден през 1857 във Видин. Той е по-малък брат на политика Илия Цанов и братовчед на Алеко Константинов. Учи във Видин и в София.
След Освобождението става деец на Либералната партия. Обявява се против извършения през 1881 г. от княз Александър Батенберг държавен преврат и установения от него „режим на пълномощията“. След премахването на режима през 1883 г. в продължение на около 1 година издава вестник „Свобода“. Участва като доброволец в Сръбско-българската война през 1885 г.
Изявен противник на режима на Стамболов. През 1891 г. се кандидатира в обща листа с Димитър Благоев във Видин и е избран за народен представител, но властта анулира изборите. След падането на Стамболов през 1894 г. става активен деец на крилото (начело с Петко Каравелов) в Либералната партия. През 1894 – 1898 г. Цанов издава вестник „Народен лист“.
В началото на ХХ век оглавява лявото крило (известно като „млади демократи“) в групата на каравелистите, преименувала се в Демократическа партия през 1896 г. През 1903 г. младите демократи се отделят от демократите, а през 1905 г. основават новата Радикалдемократическа партия, начело на която застава Цанов.
Найчо Цанов се противопоставя на личния режим на Фердинанд. Официално се обявява срещу участието на България в Първата световна война, но по-скоро желае намеса на страната на Антантата. Политическа опозиция на Васил Радославов.
Противник е и на управлението на БЗНС и Александър Стамболийски – отказва да заеме председателския пост в Народното събрание, защото е избран с гласовете на земеделското мнозинство. Същевременно се противопоставя и на буржоазните партии, като ги вини за националните катастрофи.
В крайна сметка се ориентира към Конституционния блок, помага за организирането на събора му в Търново през 1922 г. След разгонването на събора от БЗНС Цанов е арестуван от полицията, но поради напредналата му възраст е поставен само под домашен арест.
Умира скоро след Деветоюнския преврат през 1923 г.

## Памет
Правителството на Демократическия сговор погребва Цанов с държавни почести в родния му град. Погребан е в двора на катедралата „Св. Димитър“. През 1947 г. в крайдунавската градина му е издигнат паметник, в чиято основа са положени тленните му останки.
На Найчо Цанов е наречена улица в кварталите „Западен парк“ и „Илинден“ в София (Карта).  Също така и голям булевард в Пловдив и улица в гр. Варна, кв. Аспарухово. 

## Изследвания
- Св. Костова. „Непубликувани документи за и от Найчо Цанов в Централния държавен архив“. – Известия на държавните архиви, 68, 1994